# Edgardo Kueider
Edgardo Darío Kueider (Buenos Aires, 10 de julio de 1972) es un ex político argentino que desempeñó el cargo de Senador Nacional por la provincia de Entre Ríos entre 2019 y 2024. Actualmente se encuentra detenido en Asunción, Paraguay, por contrabando de divisas y lavado de activos. La justicia paraguaya debe decidir si acepta el pedido de extradición solicitado por la Argentina en el marco de la causa Securitas, acusado de integrar una asociación ilicíta en perjuicio del Estado.

## Trayectoria política
Nacido en Buenos Aires, Kueider comenzó su actividad pública en 1999 como concejal de Concordia, Entre Ríos, cargo que ocupó hasta 2003. Tras esto, fue secretario de Gestión Participativa para el Desarrollo Local de Concordia (2008-2015), y secretario general de la Gobernación de Entre Ríos (2015-2019) bajo el mando de Gustavo Bordet.
En 2019 resultó electo senador de la Nación por el Frente de Todos con el 45,46% de los votos, para el mandato entre 10 de diciembre de 2019 y 9 de diciembre de 2025.
Kueider, figura de confianza del gobernador justicialista Gustavo Bordet y con  una estrecha relación con el presidente Alberto Fernández, ha sido una pieza clave en las campañas del Frente de Todos en la provincia de Entre Ríos, donde ocupó el cargo de presidente del Frente de Todos Entre Ríos. Kueider fue concejal y funcionario en Concordia durante la gestión de Bordet y, a pesar de la derrota electoral en 2017 frente al radical Atilio Benedetti que se impuso por 17 puntos, el gobernador lo mantuvo en su cargo. En un contexto en el que la derrota del Frente de Todos en Entre Ríos fue de las más abultadas del país, Kueider amenazó con dividir y crear un bloque propio dentro del Frente de Todos, aunque finalmente lo convencieron y decidió evitar fracturas internas porque era un momento crítico para el gobierno de Alberto Fernández tras las elecciones primarias.
Ha desempeñado un rol central en la coordinación de las campañas del kirchnerismo, incluyendo su liderazgo como presidente del Frente de Todos Entre Ríos y la gestión de alianzas políticas en la provincia. Fue el primer senador en encolumnarse junto a Alberto Fernández, a quien consideraba el único dirigente que podía garantizar el equilibrio en la coalición de gobierno y conducir el país hacia la reconstrucción. Mantenía una relación cercana con el entonces presidente y con Santiago Cafiero.
En 2020, junto al jefe de Gabinete de Ministros de la Nación, Santiago Cafiero, el gobernador Gustavo Bordet y la secretaria de Innovación Pública, firmó el convenio marco que incorporaba a la provincia de Entre Ríos al Plan Nacional Conectar. Ese mismo año, junto a Sergio Massa, Leonardo Grosso, Mayda Cresto y Graciela Camaño, entregó las distinciones "La Delfina" a 30 municipios destacados por sus políticas de género. También solía reunirse con el presidente de ENERSA  (Energía de Entre Ríos S.A.) y con el presidente del Ente Nacional de Comunicaciones (Enacom) para trabajar en conjunto. Durante el debate por la legalización del aborto, se posicionó en contra de la Ley de Interrupción Voluntaria del Embarazo de Argentina pero después votó a favor, lo que generó críticas por parte de los sectores provida quienes decían que Kueider se había comprometido con ellos a votar en contra.
En 2022 criticó al gobierno del presidente Mauricio Macri por la deuda tomada y aseguró que daría un respaldo incondicional al presidente Alberto Fernández para un acuerdo con el FMI: Yo le manifesté al presidente  mi posición aún sin saber los puntos del acuerdo. El default tiene un costo mayor que lo que pueda significar acordar con el Fondo.
En enero de 2024 fue designado presidente de la Comisión de Asuntos Constitucionales del Senado.
En junio de 2024, el Partido Justicialista de Entre Ríos solicitó su expulsión por haber votado a favor de la Ley de Bases y Puntos de Partida para la Libertad de los Argentinos promovida por el gobierno de Javier Milei. También votó a favor del DNU 565/24 que incrementaba los gastos reservados en 100.000 millones de pesos.
En septiembre de 2024 se integró al nuevo interbloque Provincias Unidas, junto con los senadores Carlos Mauricio Espínola, Alejandra Vigo, Juan Carlos Romero, Edith Terenzi y Carmen Lucila Crexell.
El 9 de diciembre de 2024 fue oficialmente expulsado del Partido Justicialista de Entre Ríos por inconductas partidarias a raíz de los escándalos de corrupción en su contra.
El 12 de diciembre de 2024 fue removido del cuerpo con 61 votos a favor, 5 en contra y una abstención tras el pedido de desafuero y detención solicitado por la jueza Sandra Arroyo Salgado en el marco de la causa donde se lo investiga por enriquecimiento ilícito y lavado de activos en Argentina.

## Controversias
Kueider tiene abierta dos causas judiciales por presunto enriquecimiento ilícito y lavado de activos en San Isidro y en su provincia.
En el marco de la causa Securitas (FSM 3084) donde Kueider es investigado por asociación ilícita en el Juzgado Criminal y Correccional n.º 1 de San Isidro, han salido a la luz cinco videos incriminadores del exjefe de gabinete de Gustavo Bordet —cuya fecha de filmación es entre octubre de 2018 y enero de 2019— donde se lo puede ver contando y repartiendo fajos de dólares en el despacho de la Casa de Gobierno junto a la subsecretaria de asuntos jurídicos, Mariela Teruel y hasta intimando con la alta funcionaria jerarquizada. La justicia sospecha que los montos provienen de las coimas exigidas a la empresa Securitas para ganar contrataciones en el estado provincial, fondos que posteriormente utilizaría Kueider para adquirir 3 departamentos de lujo en el complejo VIP Live de Paraná, Entre Ríos a través de la empresa fantasma Betail S.A.
El 4 de diciembre de 2024, fue detenido en Ciudad del Este, Paraguay, por haber cruzado la frontera (por sexta vez ese año) llevando consigo 200 000 dólares, 400 000 pesos argentinos y 3 millones de guaraníes sin declarar. Aseguró que ese dinero era de su secretaria, quien lo acompañó en cinco de los seis viajes, pero ella lo negó. La Justicia de Paraguay reveló que en junio de 2024 la joven amante y testaferro del exsenador, Iara Guinsel Costa pagó 460.379 dólares en efectivo a la empresa Innova Asunción S.A en concepto de un contrato de compraventa por seis departamentos con sus respectivas cocheras ubicados en la capital paraguaya. A su vez, habría intentado comprar en el acto otros 6 departamentos a la inmobiliaria Urbana por un monto aproximado de USD 699.000, operación que nunca llegó a concretarse dado que no presentaron la documentación pertinente demostrando el origen de los fondos, motivo por el cual, bancos y emprendimientos inmobiliarios guaraníes se vieron obligados a emitir Reportes de Operaciones Sospechosas (ROS) 
Luego de abonar 300.000 dólares de fianza, se encuentra cumpliendo prisión preventiva junto a su joven amante, presunta testaferro y secretaria, Iari Magdalena Guinsel Costa, en un complejo de lujo situado en Asunción del Paraguay hasta tanto la justicia recabe las pruebas pertinentes que confirmarían la tentativa de contrabando y posible lavado de activos invirtiendo en complejos inmobiliarios.[cita requerida]

## Vida personal
Kueider tiene tres hijos correspondientes al primer matrimonio: Emilce, Haidar y Facundo. Todos trabajan en el Estado: Emilce, es administrativa de la Comisión Técnica de Salto Grande. Haidar y Facundo fueron asesores de la Cámara de Diputados y Senadores de Entre Ríos en forma silmutánea. Posteriormente al cambio de gobierno provincial, Facundo fue designado como asesor de Kueider en el Senado de la Nación. 
Actualmente, el exsenador está casado en segundas nupcias con Liliana Di Lello, madre de sus últimos dos hijos menores de edad.
Asimismo, desde el año 2023 se encuentra en pareja con Iari Magdalena Guinsel Costa, su secretaria y presunta testaferro de 34 años, cuyo nombre figura en las expensas del complejo de lujo VIP Live en Paraná, adquirido por la empresa fantasma Betail S.A y a quién hizo designar en planta temporaria del Senado de la Nación cobrando 2,5 millones de pesos mensuales pese a que los empleados de su despacho afirmaron no haberla cruzado nunca. Una vez que salieron a la luz los casos de corrupción, decidió designar a la madre de su secretaria, Celina Érica Costa.